# ČD-Baureihe 847
Die Fahrzeuge der ČD-Baureihe 847 sind zweiteilige niederflurige Dieseltriebwagen des tschechischen Eisenbahnverkehrsunternehmens České dráhy (ČD) für den Regionalverkehr. Sie entsprechen dem Typ LINK II des polnischen Herstellers PESA. Die ČD vermarkten sie als RegioFox.

## Geschichte
Die Fahrzeuge sind eine Weiterentwicklung der seit 2012 eingesetzten Fahrzeuge der ČD-Baureihe 844. Die ČD schlossen mit PESA Anfang 2021 einen Rahmenvertrag, der die Lieferung von bis zu 160 Einheiten umfasst. Stand November 2023 wurden aus diesem Vertrag 106 Einheiten abgerufen, die bis 2024 in Betrieb sein sollen.
Ein Prototyp wurde im Januar 2023 von PESA fertiggestellt. Er wird auf dem Versuchsring Velim erprobt.
Nach einer öffentlichen Umfrage in sozialen Netzwerken wurde im März 2023 von den ČD der Name „RegioFox“ für die Baureihe festgelegt. Zur Auswahl standen auch die Namen RegioShark II und RegioWolf.
Die Züge sollen auf Bestellung der ÖPNV-Aufgabenträger in den Regionen Jihočeský kraj, Středočeský kraj, Pardubický kraj, Vysočina und Královéhradecký kraj zum Einsatz kommen. Die neuen Triebwagen ersetzen dort insbesondere ältere, nicht barrierefreien Fahrzeuge der Baureihen 842, 843 und 854.
Die ČD setzen die ersten fünf Einheiten seit August 2023 auf den Strecken Beroun–Praha-Smíchov und Beroun–Rakovník im Planverkehr ein. Dabei wurde als Mangel eine sehr hohe Schallemission der Antriebseinheit festgestellt. Der Hersteller PESA sicherte zu, das Problem beheben zu wollen.

## Technische Merkmale
Die Einheit besteht aus zwei Fahrzeugteilen, die sich in der Mitte auf einem Jakobs-Drehgestell abstützen. Die beiden äußeren Drehgestelle unter den Wagenteilen sind angetrieben. Die Dieselmotoren von Rolls-Royce Friedrichshafen (vorm. MTU) sind für einen Betrieb mit Biokraftstoff HVO geeignet.
Die Einheiten sind mit Klimaanlage, einem 1.-Klasse-Abteil, einem audiovisuellen Informationssystem für Fahrgäste, Abteilen für den Transport von Fahrrädern und Kinderwagen, einer rollstuhlgerechten Toilette und teilweise niederflurig ausgestattet. In der Einheit gibt es 115 Sitzplätze, davon 15 Klappsitze sowie neun in der 1. Klasse. Die Gesamtkapazität beträgt 335 Reisende.
Im Gegensatz zu früher beschafften Fahrzeugen, die das einheitliche Najbrt-Design der ČD erhielten, tragen die neuen Triebwagen Sonderlackierungen der regionalen ÖPNV-Aufgabenträger. Die um Prag eingesetzten Fahrzeuge tragen beispielsweise das aktuelle Corporate Design des Pražská integrovaná doprava (PID) in den Prager Stadtfarben rot und weiß.